# Matjaž Florjančič
Matjaž Florjančič (Kranj, 18 ottobre 1967) è un ex calciatore sloveno, di ruolo attaccante.

## Carriera

### Club
Ha iniziato la sua carriera nel Rijeka, prima di arrivare nel campionato italiano. Gioca prima per la Cremonese per 5 anni, in cui è protagonista in positivo formando la coppia d'attacco della squadra con Andrea Tentoni, vincendo la Coppa Anglo-Italiana nel 1993 contro il Derby County (gara in cui lui è partito titolare con Tentoni in attacco).
Nel 1996 si è trasferito al Torino.
L'anno successivo firma per l'Empoli, dove resta un anno prima di andare alla Fidelis Andria.
Passa gli ultimi anni della carriera prima all'Alzano Virescit, al Crotone e alla Pro Sesto.

### Nazionale
Ha giocato 20 volte per la nazionale slovena tra il 1992 e il 1999, segnando un gol in occasione dell'amichevole vinta per 7-1 contro l'Islanda.

## Statistiche

### Cronologia presenze e reti in nazionale
| Cronologia completa delle presenze e delle reti in nazionale ― Slovenia | Cronologia completa delle presenze e delle reti in nazionale ― Slovenia | Cronologia completa delle presenze e delle reti in nazionale ― Slovenia | Cronologia completa delle presenze e delle reti in nazionale ― Slovenia | Cronologia completa delle presenze e delle reti in nazionale ― Slovenia | Cronologia completa delle presenze e delle reti in nazionale ― Slovenia | Cronologia completa delle presenze e delle reti in nazionale ― Slovenia | Cronologia completa delle presenze e delle reti in nazionale ― Slovenia |
| Data                                                                    | Città                                                                   | In casa                                                                 | Risultato                                                               | Ospiti                                                                  | Competizione                                                            | Reti                                                                    | Note                                                                    |
| ----------------------------------------------------------------------- | ----------------------------------------------------------------------- | ----------------------------------------------------------------------- | ----------------------------------------------------------------------- | ----------------------------------------------------------------------- | ----------------------------------------------------------------------- | ----------------------------------------------------------------------- | ----------------------------------------------------------------------- |
| 18-11-1992                                                              | Larnaca                                                                 | Cipro                                                                   | 1 – 1                                                                   | Slovenia                                                                | Amichevole                                                              | -                                                                       |                                                                         |
| 13-10-1993                                                              | Kranj                                                                   | Slovenia                                                                | 1 – 4                                                                   | Macedonia                                                               | Amichevole                                                              | -                                                                       |                                                                         |
| 8-2-1994                                                                | Ta' Qali                                                                | Georgia                                                                 | 0 – 1                                                                   | Slovenia                                                                | Amichevole                                                              | -                                                                       | 46’                                                                     |
| 10-2-1994                                                               | Ta' Qali                                                                | Tunisia                                                                 | 2 – 2                                                                   | Slovenia                                                                | Amichevole                                                              | -                                                                       |                                                                         |
| 27-4-1994                                                               | Lubiana                                                                 | Slovenia                                                                | 3 – 0                                                                   | Cipro                                                                   | Amichevole                                                              | -                                                                       |                                                                         |
| 12-10-1994                                                              | Kiev                                                                    | Ucraina                                                                 | 0 – 0                                                                   | Slovenia                                                                | Qual. Euro 1996                                                         | -                                                                       |                                                                         |
| 16-11-1994                                                              | Maribor                                                                 | Slovenia                                                                | 1 – 2                                                                   | Lituania                                                                | Qual. Euro 1996                                                         | -                                                                       |                                                                         |
| 29-3-1995                                                               | Maribor                                                                 | Slovenia                                                                | 3 – 0                                                                   | Estonia                                                                 | Qual. Euro 1996                                                         | -                                                                       |                                                                         |
| 26-4-1995                                                               | Zagabria                                                                | Croazia                                                                 | 2 – 0                                                                   | Slovenia                                                                | Qual. Euro 1996                                                         | -                                                                       |                                                                         |
| 7-6-1995                                                                | Vilnius                                                                 | Lituania                                                                | 2 – 1                                                                   | Slovenia                                                                | Qual. Euro 1996                                                         | -                                                                       | 42’                                                                     |
| 11-6-1995                                                               | Tallinn                                                                 | Estonia                                                                 | 1 – 3                                                                   | Slovenia                                                                | Qual. Euro 1996                                                         | -                                                                       | 8’                                                                      |
| 11-10-1995                                                              | Lubiana                                                                 | Slovenia                                                                | 3 – 2                                                                   | Ucraina                                                                 | Qual. Euro 1996                                                         | -                                                                       | 71’                                                                     |
| 15-11-1995                                                              | Lubiana                                                                 | Slovenia                                                                | 1 – 2                                                                   | Croazia                                                                 | Qual. Euro 1996                                                         | -                                                                       | 61’                                                                     |
| 7-2-1996                                                                | Ta' Qali                                                                | Islanda                                                                 | 1 – 7                                                                   | Slovenia                                                                | Torneo di Malta 1996                                                    | 1                                                                       |                                                                         |
| 27-3-1996                                                               | Łódź                                                                    | Polonia                                                                 | 0 – 0                                                                   | Slovenia                                                                | Amichevole                                                              | -                                                                       | 75’                                                                     |
| 24-4-1996                                                               | Amarousio                                                               | Grecia                                                                  | 2 – 0                                                                   | Slovenia                                                                | Qual. Mondiali 1998                                                     | -                                                                       |                                                                         |
| 21-5-1996                                                               | Lubiana                                                                 | Slovenia                                                                | 2 – 2                                                                   | Emirati Arabi Uniti                                                     | Amichevole                                                              | -                                                                       | cap.                                                                    |
| 1-9-1996                                                                | Lubiana                                                                 | Slovenia                                                                | 0 – 2                                                                   | Danimarca                                                               | Qual. Mondiali 1998                                                     | -                                                                       | 70’                                                                     |
| 18-3-1997                                                               | Linz                                                                    | Austria                                                                 | 0 – 2                                                                   | Slovenia                                                                | Amichevole                                                              | -                                                                       | 46’                                                                     |
| 28-4-1999                                                               | Lubiana                                                                 | Slovenia                                                                | 1 – 1                                                                   | Finlandia                                                               | Amichevole                                                              | -                                                                       |                                                                         |
| Totale                                                                  |                                                                         | Presenze                                                                | 20                                                                      |                                                                         | Reti                                                                    | 1                                                                       |                                                                         |

## Palmarès
- Coppa Anglo-Italiana: 1

Cremonese: 1992-1993